# 摩尼镇
摩尼镇，是中华人民共和国四川省泸州市叙永县下辖的一个乡镇级行政单位。2020年6月9日，撤销营山镇，将其所属行政区域划归摩尼镇管辖。

## 行政区划
摩尼镇下辖以下地区：
摩尼社区、簸箩村、东柴村、金榜村、田义村、枧槽村、双堡村、联盟村、李红村、龚山村、郭庙村、旗燕村和黑尼村。